# Падар, Анита
 Анита Падар (венг. Pádár Anita; род. 30 марта 1979, Карцаг, Яс-Надькун-Сольнок) — венгерская футболистка, нападающая сборной Венгрии и клуба МТК.

## Достижения

### Командные
- Чемпионка Венгрии (10): 1994/95, 1997/98, 1998/99, 1999/00, 2001/02, 2002/03, 2005/06, 2006/07, 2007/08, 2011/12, 2012/13
- 5-кратная обладательница Кубка Венгрии (1998, 1999, 2000, 2001, 2013)

### Личные
- Лучший бомбардир чемпионата Венгрии (14): 1998/99 (21 голов), 1999/00 (22 голов), 2000/01 (23 голов), 2001/02 (24 голов), 2002/03 (22 голов), 2003/04 (31 голов), 2004/05 (27 голов), 2005/06 (34 голов), 2006/07 (29 голов), 2007/08 (52 голов), 2008/09 (44 голов), 2009/10 (38 голов), 2010/11 (35 голов), 2011/12 (57 голов), 2012/13 (55 голов)
- Футболистка года в Венгрии (2): 1999, 2011